# Santana (Bidau Santana)
Santana (Sant'Ana) ist ein Stadtteil der osttimoresischen Landeshauptstadt Dili im Verwaltungsamt Cristo Rei. Er befindet sich im Norden der Aldeia Manu Mata (Suco Bidau Santana), zu der im Süden auch der Stadtteil Mota Claran gehört. Santana liegt am Südufer der Bucht von Dili. Westlich mündet der Mota Claran in das Meer.
Die Avenida Sant'Ana führt entlang der Küste und über die Ponte B. J. Habibie weiter nach Bidau Mota Claran. Die Brücke ist nach dem indonesischen Präsidenten Bacharuddin Jusuf Habibie benannt. In Santana befinden sich der Sitz des Sucos Bidau Santana, die Gruta de Bidau Santana und der Friedhof Bidau Sant'Ana.